# Grabinek (województwo warmińsko-mazurskie)
Grabinek – wieś w Polsce, położona w województwie warmińsko-mazurskim, w powiecie ostródzkim, w gminie Ostróda. 
Do 2024 r. miejscowość była częścią wsi Grabin. W latach 1975–1998 Grabinek administracyjnie należał do województwa olsztyńskiego.

## Historia
W czasach krzyżackich Grabinek pojawia się w dokumentach w roku 1325, podległy pod komturię w Ostródzie, były to dobra rycerskie o powierzchni 30 włók.